# Chipileño
El chipileño o vènet chipileño és una variant lingüística del vènet (llengua del nord d'Itàlia) parlada sobretot en la comunitat de Chipilo de Javier Mina (d'on obté el nom la variant), en l'estat de Puebla i per algunes persones de l'estat de Veracruz, en l'orient de Mèxic.

## Origen
Els emigrants italians van començar a arribar a la regió a la fi del segle xix durant el Porfiriato. En aquella època, encara no estava establert un italià oficial a Itàlia, i l'ús de dialectes era totalment predominant. Els italians que emigraven a Mèxic principalment del nord d'Itàlia, una gran majoria parlava el vènet.
La llengua, amb el transcurs del temps, va patir influències de l'espanyol mexicà, a causa del seu contacte amb altres comunitats properes al sud de la Ciutat de Puebla. No obstant això, encara que el chipileño sigui molt proper a altres dialectes del vènet, és un cas únic a Mèxic i se'l compara amb el talian del sud de Brasil.
No se sap amb certesa el nombre de parlants de chipileño, hi ha xifres estimatives que situen el nombre de vènetoparlants en uns 5.000 en la comunitat poblana de Chipilo, la majoria dels quals són bilingües amb el castellà, les xifres en altres estats del país són desconegudes.
La lingüista nord-americana Carolyn McKay escriuria Cipilo i cipilegno en proposar una escriptura pel dialecte vènet que es parla en aquesta localitat tenint una forta influència de la llengua italiana en intentar italianitzar un topònim del nàhuatl.

## Història
L'arribada d'immigrants vènets a Mèxic l'any 1868 va marcar un capítol especial en la història d'una llengua al·lòctona, només comparable al que va ocórrer al sud de Brasil. Llengua i cultura vanarrelar en territori mexicà per l'aïllament que van tenir respecte dels habitants locals, (els quals en la seva època molts d'ells parlaven nàhuatl i alguns castellà).

## Escriptura
Hi ha hagut diversos intents d'establir un sistema d'escriptura pel chipileño. Un sistema va ser creat per Carolyn McKay, una lingüista nord-americana que va dur a terme la recerca de postgrau en la Universitat de les Amèriques, a Cholula. El seu sistema proposat, basat enterament en l'alfabet italià, es va publicar en un llibre titulat Il dialetto Veneto di Segusino e Chipilo. Aquest sistema ha estat utilitzat en algunes publicacions fetes per chipileños, però no ha rebut una gran acceptació, a causa de les diferències notables entre vènet i fonemes italians. La majoria dels parlants usen el sistema espanyol que aprenen a l'escola, a pesar que no tenen lletres per als sons específics, com la s sonora (escrit [x] en l'actual vènet), o la [θ] (escrit [º] en vènet modern), i [d] (escrit [DH] en vènet modern). No obstant això, Eduardo Montagner Anguiano ha suggerit l'estandardització d'un sistema d'escriptura basat en l'alfabet espanyol.

### Taula lexicogràfica comparativa
A continuació es reprodueix una llista de cognats de diverses llengües romanços relacionades amb el dialecte chipileño a diferents grups que permeten reconèixer els parentius més propers i l'evolució fonològica:
| Chipileño | català     | italià    | vènet    | talian    |
| --------- | ---------- | --------- | -------- | --------- |
| caŝa      | casa       | casa      | caxa     | caxa      |
| chipileñi | chipilenys | cipilegni | cipiłani | cipilegni |
| mondo     | món        | mondo     | mondo    | mondo     |
| ocho      | ull        | occhio    | ocio     | ozio      |
| silenzhio | silenci    | silenzio  | silenzio | silenzio  |
| spañol    | espanyol   | spagnolo  | spagnoło | spagnol   |